# Disease (песня Леди Гаги)
«Disease» (с англ. — «Болезнь») — песня американской певицы и автора-исполнителя Леди Гаги. Она издана 25 октября 2024 года лейблом Interscope Records в качестве лид-сингла её грядущего седьмого студийного альбома Mayhem.
Гага написала и спродюсировала песню вместе с Эндрю Уоттом и Cirkut, а Майкл Полански стал ее соавтором. В музыкальном плане «Disease» — это песня в стиле дарк-поп, электропоп, данс-поп и EDM. В тексте «Disease» говорится о способности любви исцелить болезнь возлюбленного. Песня была хорошо принята музыкальными критиками.

## История
Впервые певица заговорила о новой музыке во время празднования своего 38-го дня рождения 28 марта 2024 года, заявив, что «пишет одну из лучших своих песен за все время, что она себя помнит», а в июле 2024 года опубликовала ещё одно сообщение из студии звукозаписи. После выхода песни «Die with a Smile», совместной с американским певцом Бруно Марсом, 16 августа и премьеры своего фильма «Джокер: Безумие на двоих» с Хоакином Фениксом, она объявила лид-сингл для своего грядущего седьмого студийного альбома, который выйдет в октябре.
18 октября 2024 года стриминговые платформы обновили дискографию Гаги, добавив семь разных треков из семи альбомов, чтобы написать слово «disease», намекая на предстоящий проект. Через три дня релиз сингла был подтверждён её лейблом на сайте, посвящённом предзаказу. Загадочный сайт изображал глюк фразы «I could play the doctor» на фоне чёрного экрана.
Вместе с анонсом Гага показала в своих социальных сетях официальный логотип «Disease», промо-постер и точное время релиза в городах по всему миру.
В тот же день в своём Твиттере Гага поделилась промо-постером, а также датой выхода сингла в мире и точным временем. «Disease» был выпущен 25 октября в качестве лид-сингла с грядущего студийного альбома Гаги, релиз которого намечен на март 2025 года.

## Композиция
«Disease» длится 3 минуты 49 секунд. Это песня в стиле электропоп, дарк-поп, данс-поп, EDM с влиянием готики, индастриал-рока, поп-музыки, рока, танцевальной и рэйдж-музыки. В ней звучат «простые» вокальные хуки, поющие «ah-ah», гранжевые гитары, зловещие многослойные гармонии, и среднетемповые индастриал-, EDM- и техно-тяжелые ритмы. В финальном припеве Гага сводит все к фальцетному регистру и нотам фортепиано, а затем звучит финальный рык и ревущий залп. Критики нашли «Disease» тематически похожим на синглы Гаги «Bad Romance» (2009) и «The Cure» (2017). Ройсин О’Коннор из The Independent нашла вокал Гаги и «хлюпающую» синтезаторную линию похожими на сингл Джорджа Майкла «Freeek!» (2002). Согласно Tunebat Platform и нотам, опубликованным на SheetMusicDirect.com компанией Sony Music Publishing, песня исполняется в тональности си минор с темпом 101 удар в минуту.
В песне «Disease» Гага поет о том, что любовь способна излечить и исцелить «мучительную» болезнь возлюбленного. В припеве она поет: «Кричи для меня, детка/ Как будто ты собираешься умереть/ Яд внутри/ Я могу быть твоим противоядием сегодня вечером» под пульсирующий электронный бит. Позже Гага поет в припеве: «Я могла бы сыграть роль доктора, я могу вылечить твою болезнь/ Если бы ты был грешником, я могла бы заставить тебя поверить/ Уложить тебя на пол, как раз, два, три/ Глаза закатываются в экстазе/ Я чувствую запах твоей болезни, я могу вылечить тебя/ Вылечить твою болезнь». Эрика Гонзалес из Elle описала вокал Гаги в припеве как «роковый» и «рычащий». Робин Мюррей из Clash считает припев одним из лучших припевов Гаги, а энергию и прямоту песни — схожей с панк-музыкой. Во втором куплете Гага поет о любовнике: «Ты так мучаешься, когда спишь, измученный всеми своими воспоминаниями/ Ты протягиваешь руку, но никого нет рядом, как бог без молитвы». Ник Левин из BBC назвал текст песни «мелодраматичным» и считает, что композиция является «приятным напоминанием» о том, что Гага «ворвалась в мейнстрим, создавая музыку, которая была запоминающейся и диковатой в равной степени».

## Отзывы
| Оценки критиков  | Оценки критиков |
| Источник         | Оценка |
| ---------------- | --- |
| Clash            | 9 из 10 звёзд · 9 из 10 звёзд · 9 из 10 звёзд · 9 из 10 звёзд · 9 из 10 звёзд · 9 из 10 звёзд · 9 из 10 звёзд · 9 из 10 звёзд · 9 из 10 звёзд · 9 из 10 звёзд |
| Evening Standard | [ 25 ] |
| The Guardian     | [ 26 ] |
| The Independent  | [ 19 ] |

«Disease» получил положительные отзывы от музыкальных критиков, которые сочли его возвращением к поп-корнам Гаги . Журналисты из Consequence назвали «Disease» «Песней недели» после его выхода, описав его как «четырехминутное напоминание о том, что поп-музыка — это место, где так много элементов исполнения имеют возможность объединиться». Авторы отметили, что «Disease» — это «темный, пульсирующий, отчаянный поп-трек, который ощущается как возвращение к форме после нескольких лет расширения репертуара Гаги». Журналист Evening Standard Индия Блок назвала «Disease» «высоким готическим взрывом, который идеально подходит для жуткого сезона» и похвалила вокал Гаги, постановку и религиозные темы. Робин Мюррей из Clash назвал песню «диким взрывом аутсайдерской поп-музыки», описав ее как «похотливую» и «непристойную» и сравнив ее «сверхмощную тяжелую электронику» с работами американской индастриал-рок-группы Nine Inch Nails. Критик считает, что Гага — это «хаотичное лекарство в мрачном мире поп-пандемии», и оценивает песню в 9 баллов из 10. Ройсин О’Коннор из The Independent также высоко оценила песню и поставила ей 4 балла из 5.
Алекса Кэмп из Slant Magazine и О’Коннор назвали текст песни «клишированным», но похвалили производство, при этом О’Коннор заявила, что «Disease» — «лучшее, что было у Гаги за долгое время». Алексис Петридис из The Guardian оценил производство песни и способность «вызвать воспоминания о Гаге конца 00-х и при этом вписаться в беспорядочный, пост-Brat-поп-климат» благодаря своему чрезмерному настроению и звучанию. Петридис считает, что «Disease» стилистически напоминает музыку из дебютного студийного альбома Гаги «The Fame» (2008), в то время как Кэмп считает, что она больше напоминает последующие релизы Гаги The Fame Monster (2009) и Born This Way (2011). В положительной рецензии Бьянка Бетанкур из Harper's Bazaar назвала «Disease» «классической Гагой в лучшем смысле этого слова» и посчитала его «более зрелой» версией «Bad Romance», сочетающая элементы поп-музыки, рока, танца и ярости с фирменными лирическими мелодиями". В рейтинге всего каталога Гаги Кристен Хе из Vulture поставила «Disease» на 15 место, сказав, что Гага «больше не поглощена тьмой, а контролирует её».
Rolling Stone назвал трек 17-й лучшей песней 2024 года, заявив, что песня «является захватывающим и очень желанным возвращением к форме, так как самая авантюрная звезда поп-музыки поет о желании получить свою болезнь (всегда желанный троп в расширенной вселенной Гаги). Это больное и свирепое напоминание о том, что Гага — одна из немногих».

## Коммерческий успех
В Великобритании песня «Disease» дебютировала на седьмом месте в UK Singles Chart 1 ноября 2024 года, став шестнадцатой песней Гаги в топ-10 и второй в 2024 году, после «Die with a Smile».

## Музыкальный видеоклип
22 октября 2024 года Гага анонсировала выход клипа на песню «Disease», предварительно показав фрагмент из него в своих социальных сетях. В 11-секундном видео Гага одета в белое платье и убегает от автомобиля, едущего прямо на нее по пригородной улице; Гага несколько раз оборачивается к загадочному водителю, пытаясь убежать. В течение видео звучат ноты фортепиано, а в конце раздаются ударные. Белое платье Гаги в фрагменте видео сравнивают с платьем Самары Морган из психологического фильма ужасов «Звонок» (2002).. Премьера клипа состоялась на канале Гаги Vevo на YouTube в 21:00 по восточному летнему времени (UTC-04:00) 29 октября. Гага рассказала в своих социальных сетях, что вдохновением для создания концепции клипа послужила ее личная «внутренняя тьма». Она заявила: «Я много думаю о том, какие отношения у меня с моими внутренними демонами. Мне никогда не было легко признать, что меня соблазняют хаос и суматоха. […] „Disease“ — это о том, что я столкнулась с этим страхом, столкнулась с собой и своей внутренней тьмой, и поняла, что иногда я не могу победить или убежать от тех частей себя, которые меня пугают. Я могу пытаться убежать от них, но они все равно остаются частью меня, и я могу бежать и бежать, но в конце концов я снова встречусь с этой частью себя, пусть даже на мгновение».
Режиссёр Тану Муино и хореограф Пэррис Гебель сняли четырёх- и полутораминутное видео в тихом пригородном районе, в котором Гага сталкивается с разными версиями себя и пытается вернуть контроль над своими самыми глубокими олицетворёнными страхами. В одной из версий у Гаги красные глаза, она одета в полностью черный кожаный костюм, маску на молнии, высоченные каблуки и длинные ногти со стальными шипами. Красноглазая версия Гаги наезжает на «более невинную» версию в ночной рубашке с цветочным принтом. Другая версия, одетая в белый топ и трусы, перешагивает через своего клона, будучи пристегнутой наручниками к потолку. Версия Гаги, одетая в платье-сетку с рисунком омбре, появляется в луже черной рвоты, прежде чем две сталкивающиеся стены приближаются к ней. В разные моменты клипа разные версии Гаги либо дерутся, либо бегут по улице, либо танцуют, либо обнимают друг друга.
Клип получил похвалу от поклонников и критиков. Гонзалес описал клип как «жуткий», «преследующий» и временами «тревожный». Джейми Табберер из Attitude назвал его «темным», «извращенным» и «глубоко личным» и сравнил его с фильмами ужасов. Кристиан Аллер из Vogue и Гонзалес высоко оценили тему клипа и «авангардные» модные костюмы. Флисадам Пойнтер из Uproxx высоко оценил выступление Гаги, постановку и «экстравагантные» смены гардероба. Дилан Кикхэм из Nylon сравнил художественное направление клипа с предыдущими работами Гаги, включая ее сингл «Bloody Mary» 2011 года. Даниэль Челоски из Stereogum нашел клип стилистически похожим на готический фильм «Эдвард Руки-ножницы» (1990).

## Награды и номинации
| Организация                  | Год  | Категория                              | Результат | Ссылка |
| ---------------------------- | ---- | -------------------------------------- | --------- | ------ |
| MTV Video Music Awards Japan | 2025 | Best Solo Artist Video — International | Победа    | [ 50 ] |

## Чарты
| Чарт (2024—2025)                         | Высшая позиция |
| ---------------------------------------- | -------------- |
| Австралия (ARIA)                         | 39             |
| Австрия (Ö3 Austria Top 40)              | 52             |
| Канада (Billboard Canadian Hot 100)      | 28             |
| Канада (Billboard Hot AC)                | 35             |
| СНГ (TopHit Airplay)                     | 6              |
| Чехия (Rádio — Top 100)                  | 38             |
| Чехия (Singles Digitál Top 100)          | 58             |
| Финляндия (Suomen virallinen lista)      | 40             |
| Франция (SNEP)                           | 66             |
| Германия (GfK)                           | 70             |
| Мир (Billboard Global 200)               | 14             |
| Ирландия (IRMA)                          | 11             |
| Италия (FIMI)                            | 3              |
| Латвия (LaIPA)                           | 14             |
| Нидерланды (Dutch Top 40)                | 25             |
| Нидерланды (Single Top 100)              | 54             |
| Новая Зеландия (RMNZ)                    | 5              |
| Республика Корея (Circle Download Chart) | 179            |
| Россия (Airplay, TopHit)                 | 8              |
| Испания (PROMUSICAE)                     | 58             |
| Швеция (Sverigetopplistan)               | 53             |
| Швейцария (Schweizer Hitparade)          | 27             |
| Великобритания (OCC UK Singles)          | 7              |
| США (Billboard Hot 100)                  | 27             |
| США (Billboard Adult Pop Airplay)        | 16             |
| США (Billboard Hot Dance/Pop Songs)      | 5              |
| США (Billboard Dance/Mix Show Airplay)   | 21             |
| США (Billboard Pop Airplay)              | 17             |

## Сертификации
| Регион                                                                      | Сертификация | Продажи |
| --------------------------------------------------------------------------- | ------------ | ------- |
| Канада (Music Canada)                                                       | Золотой      | 40 000  |
| Великобритания (BPI)                                                        | Серебряный   | 200 000 |
| Данные о продажах + прослушиваниях приведены только на основе сертификации. |              |         |

## История релиза
| Регион | Дата            | Формат                     | Лейбл      | Ссылка |
| ------ | --------------- | -------------------------- | ---------- | ------ |
| Мир    | 25 октября 2024 | Цифровые загрузки стриминг | Interscope | [ 15 ] |
| Италия | 25 октября 2024 | Радиоротация               | Universal  | [ 81 ] |
| США    | 25 октября 2024 | Contemporary hit radio     | Interscope | [ 82 ] |

### Комментарии
1. ↑  Это будет седьмой альбом Леди Гаги (LG7) после The Fame (2008), The Fame Monster (2009), Born This Way (2011), Artpop (2013), Joanne (2016) и Chromatica (2020). Она также сотрудничала с Тони Беннеттом над альбомами Cheek to Cheek (2014) и Love for Sale (2021), работая над саундтреком к фильму A Star Is Born 2018 года. Она также выпустила альбом Harlequin (2024), включая песни, прозвучавшие в фильме «Джокер: Безумие на двоих», перед театральным релизом[5].
2. ↑  Приписывается в нескольких публикациях: Elle[1], Slant[4], Harper’s Bazaar[17], Consequence[20], Bustle[21].
3. ↑  Приписывается источниками: Guardian[26], Clash[24], Evening Standard[25], Consequence[27]
4. ↑  Утверждается в источниках:[38][39][40][41]